# 제이슨 도링
제이슨 도링(Jason Dohring, 1982년 3월 30일 ~ )은 미국의 배우이다.

## 출연 작품
- 데스틴드 (2016)
- 스퀴즈 (2015)
- 베로니카 마스 (2014)
- 투모로우 피플 (2013)
- 서칭 포 소니 (2011)
- 문라이트 (2007)
- 베로니카 마스 (2004)
- 블랙 캐딜락 (2003)
- 딥 임팩트 (1998)